# 東雲橋 (江東区)
東雲橋（しののめばし）は東雲運河に掛かり、東京都江東区豊洲と同区東雲を結ぶ、東京都道304号日比谷豊洲埠頭東雲町線（晴海通り）の道路橋である。

## 概要
晴海通りにおいて、最も東にある橋で、下流に東雲水門がある。
2020年現在の東雲橋は、1966年架設。橋長104メートル。総幅員31.7メートル。
なお、詳細は不明であるが、江東区教育委員会発行の『下町文化』238号に「『江東区二十年史』（1967）、『江東区年表』（1999）より作成」として「関東大震災後に架橋・架替れた鉄橋の一覧、昭和2年、東雲橋」との記載がある。 
2019年現在、架け替えの計画が進行中である。

## 周辺施設
- イオン東雲店

## アクセス
- 東京メトロ有楽町線豊洲駅から徒歩8分

## 隣の橋
（上流）（東雲運河）東雲橋－木遣り橋－有明北橋―富士見橋（下流）